# A1 Slovenija
A1 Slovenija d.d. (dawniej Si.mobil) – słoweński dostawca usług telekomunikacyjnych z siedzibą w Lublanie. Stanowi część grupy A1 Telekom Austria.
Przedsiębiorstwo powstało w 1997 roku. W 2017 roku zaczęło funkcjonować jako A1 Slovenija.